# ولی ویلج (لس آنجلس)
ولی ویلج، لس آنجلس (به انگلیسی: Valley Village, Los Angeles) یک منطقهٔ مسکونی در ایالات متحده آمریکا است که در لس آنجلس واقع شده است.